# Gieseking-Konstante
Die Gieseking-Konstante ist eine mathematische Konstante, die das maximale Volumen hyperbolischer Tetraeder angibt. Sie ist nach Hugo Gieseking (1887–1915) benannt, der 1912 aus einem solchen Tetraeder durch Verschmelzung von Seitenflächen die Gieseking-Mannigfaltigkeit konstruierte. Colin Adams konnte 1987 nachweisen, dass die Gieseking-Mannigfaltigkeit die eindeutige nichtkompakte hyperbolische 3-Mannigfaltigkeit mit minimalem Volumen ist. Die Gieseking-Konstante wird nach Nikolai Lobatschewski auch Lobatschewski-Konstante genannt.

## Definition
Die Gieseking-Konstante ist definiert als
{\displaystyle G=\int _{0}^{2\pi /3}\ln \left(2\cos {\tfrac {t}{2}}\right){\mathrm {d} }t=1,01494\;16064\;09653\;62502\;12025\;54274\;52028\;59416\;89307\;53029\;\ldots }
(siehe die Folge A143298 in OEIS).
Die Gieseking-Konstante kann auch über eine Reihenentwicklung definiert werden:
{\displaystyle G={\frac {3{\sqrt {3}}}{4}}\left(\sum _{k=0}^{\infty }{\frac {1}{(3k+1)^{2}}}-\sum _{k=0}^{\infty }{\frac {1}{(3k+2)^{2}}}\right)={\frac {3{\sqrt {3}}}{4}}\left(1-{\frac {1}{2^{2}}}+{\frac {1}{4^{2}}}-{\frac {1}{5^{2}}}+{\frac {1}{7^{2}}}-{\frac {1}{8^{2}}}\pm \ldots \right)}.
Beide Definitionen sind zueinander identisch.

## Weitere Darstellungen

### Funktionaldarstellungen
Alternative Schreibweisen der Gieseking-Konstante sind
{\displaystyle G={\rm {Cl_{2}}}\left({\frac {1}{3}}\pi \right)},
wobei {\displaystyle {\rm {Cl_{2}}}} die Clausen-Funktion ist,
{\displaystyle G={\frac {1}{36}}i\left(\pi ^{2}-36{\rm {Li_{2}}}(-(-1)^{2/3})\right)={\frac {1}{2}}i\left({\rm {Li_{2}}}((-1)^{2/3})-{\rm {Li_{2}}}((-1)^{1/3})\right)},
wobei {\displaystyle {\rm {Li_{2}}}} der (klassische) Dilogarithmus ist,
{\displaystyle G=D\left({\frac {1}{2}}+i{\frac {\sqrt {3}}{2}}\right)},
wobei {\displaystyle D} der Bloch-Wigner-Dilogarithmus ist,
{\displaystyle G=3\Lambda \left({\frac {\pi }{3}}\right)},
wobei {\displaystyle \Lambda } die Lobatschewski-Funktion ist, und
{\displaystyle G={\frac {\psi _{1}({\tfrac {1}{3}})-\psi _{1}({\tfrac {2}{3}})}{4{\sqrt {3}}}}},
wobei {\displaystyle \psi _{1}} die Trigamma-Funktion ist.

### Integraldarstellungen
Folgendes Integral entsteht durch Substitution aus der gezeigten Integraldefinition:
{\displaystyle G=\int _{0}^{1}{\frac {2}{\sqrt {(1+x)(3-x)}}}\ln {\biggl (}{\frac {1}{1-x}}{\biggr )}\mathrm {d} x}
Durch weitere Substitution entsteht die nun folgende Identität:
{\displaystyle G=\int _{0}^{1}{\frac {8\operatorname {artanh} (x)}{(1+x){\sqrt {(1+3x)(3+x)}}}}\,\mathrm {d} x}
Dieses Integral resultiert aus der Definition der Gieseking-Konstante über ihre Reihenentwicklung:
{\displaystyle G={\frac {3\,{\sqrt {3}}}{4}}\int _{0}^{\infty }{\frac {x\exp(x)}{\exp(2x)+\exp(x)+1}}\,\mathrm {d} x}
Eine weitere Integraldarstellung kann mit Hilfe der sogenannten Abel-Plana-Summenformel hervorgebracht werden:
{\displaystyle G={\frac {13\,{\sqrt {3}}}{32}}+{\frac {9\,{\sqrt {3}}}{2}}\int _{0}^{\infty }{\frac {x\exp(-\pi x)}{\sinh(\pi x)}}{\biggl [}{\frac {1}{(9x^{2}+1)^{2}}}-{\frac {2}{(9x^{2}+4)^{2}}}{\biggr ]}\mathrm {d} x}

### Summendarstellungen
Mit den Mittleren Binomialkoeffizienten kann folgende Summenreihe über die Gieseking-Konstante aufgestellt werden:
{\displaystyle \sum _{n=1}^{\infty }{\frac {1}{n^{3}\operatorname {CBC} (n)}}={\frac {2\,\pi }{3}}\,G-{\frac {4}{3}}\,\zeta (3)}
So ist der Mittlere Binomialkoeffizient definiert:
{\displaystyle \operatorname {CBC} (n)={2n \choose n}={\frac {(2n)!}{(n!)^{2}}}={\frac {\Pi (2n)}{\Pi (n)^{2}}}}
{\displaystyle \operatorname {CBC} (n)=\prod _{m=1}^{\infty }{\bigl [}{\bigl (}1+{\frac {n}{m}}{\bigr )}^{2}{\bigl (}1+{\frac {2n}{m}}{\bigr )}^{-1}{\bigr ]}}
Die beiden nun genannten Formeln stimmen miteinander überein.